# Oscar Alfonso Podlech Michaud
Oscar Alfonso Podlech Michaud (Victoria, 8 luglio 1935) è un avvocato e magistrato cileno.
Svolse le funzioni di Procuratore Militare a Cautín e di gerente del carcere di Temuco ai tempi del golpe del generale Augusto Pinochet.
Colpito da mandato di cattura internazionale emesso dal PM romano Giancarlo Capalbo, che nel dicembre 2007 aveva emesso mandati di cattura internazionali per 140 responsabili dell'Operazione Condor, fu arrestato il 26 luglio 2008 allo scalo aeroportuale di Madrid, da cui transitava con la seconda moglie e due nipoti per recarsi in vacanza a Praga. Immediatamente estradato in Italia, Podlech venne messo sotto processo a Roma per l'arresto, tortura e sparizione nel 1973 di Omar Roberto Venturelli Leonelli (già sacerdote italo-cileno sospeso dal sacerdozio a divinis per il proprio impegno a difesa degli indios), dirigente dei Cristiani per il Socialismo e professore di Pedagogia all'Università cattolica di Temuco. Con il processo ancora in corso, dopo una detenzione cautelare di due anni a Rebibbia, l'11 marzo 2011 venne accolta la sua richiesta di scarcerazione, con però l'obbligo degli arresti domiciliari, escludendo il Tribunale del riesame di Roma il pericolo di fuga. Dopo solo una settimana però fu nuovamente incarcerato (a Regina Coeli) essendo elevato il timore di una sua fuga con l'approssimarsi della sentenza (la requisitoria fu fissata per il 5 aprile 2011): appena scarcerato risultava infatti aver acquistato una valigia tipo trolley, una scheda telefonica intestata a una persona già titolare di altre tre utenze, aver incontrato due uomini che lo hanno salutato militarmente, oltre ad aver manifestato l'intenzione di lasciare l'albergo dove alloggiava da quando era stato scarcerato. Il 17 giugno 2011 venne richiesto l'ergastolo dal PM Capalbo per i reati di strage, omicidio pluriaggravato e sequestro di persona, oltre che per la scomparsa del prof. Venturelli, definendo Podlech "personaggio inquietante" che "in concorso con altri ha causato la morte di centinaia persone" e che - nel corso dei due anni di processo - "non ha mai mostrato alcun segno di pentimento, ravvedimento". Dal canto suo Podlech ha chiesto la ricusazione dei giudici della I Corte d'Assise, determinando un ritardo nella sentenza, già prevista entro giugno, in quanto la sua richiesta è di competenza della Corte d'appello.
L'11 luglio 2011 la Corte d'Assise di Roma emise sentenza di non luogo a procedere per il reato di strage e assolse Podlech Michaud dall'accusa di omicidio per non aver commesso il fatto.